# Siarhiej Tkaczou
Siarhiej Pauławicz Tkaczou (biał. Сяргей Паўлавіч Ткачоў, ros. Сергей Павлович Ткачёв, Siergiej Pawłowicz Tkaczow, ur. w 1954 w Starych Piaskach) – białoruski inżynier i ekonomista, wiceminister gospodarki (1997–2001), doradca prezydenta ds. ekonomicznych (od 2001).

## Życiorys
W 1976 ukończył studia w Białoruskim Instytucie Technologicznym im. Kirowa. W 1991 otrzymał dyplom ukończenia studiów w Akademii Nauk Społecznych i Zarządzania Społecznego przy KC Bułgarskiej Partii Komunistycznej. Rok później ukończył studia w Rosyjskiej Akademii Zarządzania, uzyskał stopień kandydata nauk ekonomicznych.
W latach 1976–1985 był zatrudniony w mińskich zakładach "Termoplast", gdzie pełnił funkcje mistrza, inżyniera-technologa i kierownika wydziału. Od 1985 do 1989 był etatowym pracownikiem aparatu Komitetu Miejskiego Komunistycznej Partii Białorusi w Mińsku. Pracował jako instruktor i zastępca kierownika wydziału propagandy i agitacji. Po powrocie ze studiów zagranicznych w 1992 podjął pracę na stanowisku zastępcy naczelnika wydziału towarów konsumpcyjnych Państwowego Komitetu Gospodarki i Planowania. Od 1994 pracował w Ministerstwie Gospodarki, po trzech latach objął funkcję wiceministra. W 2001 został doradcą prezydenta Alaksandra Łukaszenki ds. ekonomicznych.